# Elezioni parlamentari in Ungheria del 1998
Le elezioni parlamentari in Ungheria del 1998 si tennero il 10 maggio (primo turno) e il 24 maggio (secondo turno) per il rinnovo dell'Assemblea nazionale. In seguito all'esito elettorale, Viktor Orbán, espressione di Fidesz, divenne Primo ministro, nell'ambito di un governo di coalizione con Forum Democratico Ungherese e col Partito dei Piccoli Proprietari Indipendenti.

## Risultati
| Liste                                        | Risultati di lista | Risultati di lista | Risultati di lista | Seggi collegi | Seggi nazionali | Totale seggi |
| Liste                                        | Voti               | %                  | Seggi              | Seggi collegi | Seggi nazionali | Totale seggi |
| -------------------------------------------- | ------------------ | ------------------ | ------------------ | ------------- | --------------- | ------------ |
| Partito Socialista Ungherese                 | 1.497.231          | 32,92              | 50                 | 54            | 30              | 134          |
| Fidesz - Unione Civica Ungherese             | 1.340.826          | 29,48              | 48                 | 90            | 10              | 148          |
| Partito dei Piccoli Proprietari Indipendenti | 597.820            | 13,15              | 22                 | 12            | 14              | 48           |
| Alleanza dei Liberi Democratici              | 344.352            | 7,57               | 5                  | 2             | 17              | 24           |
| Partito Ungherese Giustizia e Vita           | 248.901            | 5,47               | 3                  | -             | 11              | 14           |
| Partito Operaio                              | 179.672            | 3,95               | -                  | -             | -               | -            |
| Forum Democratico Ungherese                  | 127.118            | 2,80               | -                  | 17            | -               | 17           |
| Partito Popolare Cristiano Democratico       | 104.892            | 2,31               | -                  | -             | -               | -            |
| Partito Popolare Democratico Ungherese       | 61.004             | 1,34               | -                  | -             | -               | -            |
| Nuova Alleanza per l'Ungheria                | 22.220             | 0,49               | -                  | -             | -               | -            |
| Insieme per l'Unione Ungherese               | 8.786              | 0,19               | -                  | -             | -               | -            |
| Forum delle Minoranze Nazionali              | 5.895              | 0,13               | -                  | -             | -               | -            |
| Partito Socialdemocratico d'Ungheria         | 3.504              | 0,08               | -                  | -             | -               | -            |
| Partito Verde                                | 3.052              | 0,07               | -                  | -             | -               | -            |
| Partito degli Imprenditori                   | 2.409              | 0,05               | -                  | -             | -               | -            |
| Altri                                        | -                  | -                  | -                  | 1             | -               | 1            |
| Totale                                       | 4.547.682          |                    | 128                | 176           | 82              | 386          |